# Brian Johnson
Brian Francis Johnson (n. 5 octombrie 1947, Dunston⁠(d), Anglia, Regatul Unit) este un cântăreț și compozitor englez. În 1980, a devenit cel de-al doilea cântăreț al trupei australiene de rock AC/DC, după moartea lui Bon Scott. El și restul trupei au fost incluși în Rock and Roll Hall of Fame în 2003.